# 锡斯科 (犹他州)
锡斯科（英語：Cisco）是美国犹他州格蘭德縣的一座鬼城，靠近70號州際公路和128号犹他州州道的交汇处。

## 历史
锡思科追溯到19世纪80年代。最开始这里是一个为了给丹佛格兰德河西部铁路公司营运的蒸汽列车提供加水的服务小站。车站仅有一间沙龙，不过随着时间推移，工人和经过这里的旅客逐渐增多。于是，为了这些旅客和工作人员，酒店，餐馆，商店等设施都逐渐出现。之后，附近的畜牧者将这里作为牲畜和物资的补给中心。到了19世纪末20世纪初，超过10万只羊在这里剪毛后运往市场。随着附近勘探出石油和天然气，锡思科在这段时间里继续成长着。小镇随着蒸汽火车时代的终结而走向衰落。小镇本逐渐萧条的经济最终衰落于70号公路的建成：该公路在北边绕过了这里。人口的逐渐流失终于将这里变为一座几乎没有人烟的鬼城。多数造访这里的是些摄影爱好者和寻荒者。